# Saint-Jean-de-Nay
Saint-Jean-de-Nay település Franciaországban, Haute-Loire megyében. Lakosainak száma 338 fő (2022. január 1.). Saint-Jean-de-Nay Vissac-Auteyrac, Chaspuzac, Loudes, Siaugues-Sainte-Marie, Vazeilles-Limandre, Vergezac, Le Vernet és Saint-Privat-d’Allier községekkel határos.

## Népesség
A település népessége az elmúlt években az alábbi módon változott:
| Lakosok száma | 662  | 524  | 497  | 401  | 370  | 361  | 355  | 351  | 346  | 338  |
|               | 1968 | 1982 | 1990 | 2006 | 2013 | 2015 | 2017 | 2019 | 2020 | 2022 |